# ديفيد أوسبورن (سياسي)
ديفيد أوسبورن (بالإنجليزية: David Osborne)‏ هو سياسي أمريكي، ولد في 27 مارس 1964 في مقاطعة أولدهام في الولايات المتحدة. حزبياً، نشط في الحزب الجمهوري.